# Робелла
Робелла (итал. Robella) — коммуна в Италии, располагается в регионе Пьемонт, в провинции Асти.
Население составляет 520 человек (2008 г.), плотность населения составляет 43 чел./км². Занимает площадь 12 км². Почтовый индекс — 14020. Телефонный код — 0141.
В коммуне 15 августа особо празднуется Успение Пресвятой Богородицы.

## Демография
Динамика населения:

## Администрация коммуны
- Официальный сайт: http://www.comune.robella.at.it/